# Szabad György
Szabad György (Arad, 1924. augusztus 4. – Budapest, 2015. július 3.) Széchenyi-díjas magyar történész, egyetemi tanár, politikus, 1990 és 1994 között az Országgyűlés elnöke,  Magyar Tudományos Akadémia rendes tagja. Kutatási területe a magyarországi polgári átalakulás volt.

## Élete
Érettségije 1942-es, a visszatért országrészben való letétele után beadott felvételi kérelmeit az akkor hatályos numerus clausus miatt elutasították, emiatt kertésztanonc volt 1944-ig, majd zsidó származásúként munkaszolgálatra hívták, onnan 1944. március 15-én megszökött. Ugyancsak szökéssel ért véget az 1945 márciusában történt kéthetes szovjet kényszermunkája. 1945-ben felvették a Budapesti Tudományegyetem történelem szakára, ahol 1950-ben, az addigra már Eötvös Loránd Tudományegyetem (ELTE) nevű intézményben szerzett tanári és levéltárosi diplomát. Egyetemi ideje alatt mezőgazdálkodott is, majd 1949-ben a Magyar Országos Levéltár gyakornoka, később levéltárosa lett. Diplomájának megszerzése után 1954-ig egyeteme aspiránsa volt, majd az ELTE újkori és legújabbkori magyar történelem tanszékének adjunktusává nevezték ki. 1956-ban vette át docensi, 1970-ben egyetemi tanári kinevezését. 1994-ben professor emeritusi címet kapott.
1955-ben védte meg a történettudományok kandidátusi, 1969-ben akadémiai doktori értekezését. Az MTA Történettudományi Bizottságának tagja lett. 1982-ben az MTA levelező, majd 1998-ban rendes tagjává választotta. 1985 és 1990 között a Magyar–Lengyel Történész Vegyesbizottság elnöke, majd tagja lett.
Tudományos munkássága mellett közéleti szerepet is vállalt: 1945–46-ban a Független Kisgazda-, Földmunkás- és Polgári Párt (FKgP) tagja volt. Az 1956-os forradalom alatt az Eötvös Loránd Tudományegyetem Bölcsészettudományi Kara Forradalmi Bizottságának tagjává választották. A forradalom leverése után zaklatták, de eljárás nem indult ellene. A politikai életbe ezután csak 1987-ben tért vissza, amikor részt vett és felszólalt a lakiteleki találkozón. Ekkor a Magyar Demokrata Fórum (MDF) alapító tagja lett. 1989-ben megválasztották a párt elnökségébe is, amelynek munkájában 1994-ig vett részt.
Az 1990-es országgyűlési választáson pártja budapesti területi listájáról szerzett mandátumot. 1990. május 2-án az Országgyűlés alelnökévé választották, ezzel együtt megbízott elnökévé. Három hónap múltán átvette az Országgyűlés elnöki tisztségét, amelyet a ciklus végéig viselt. Az 1994-es országgyűlési választáson az MDF országos listájáról szerzett mandátumot. Az 1996. évi pártszakadáskor az MDF-ből kivált Magyar Demokrata Néppárthoz (MDNP) csatlakozott. 1997-ben az MDNP-frakció egyik helyettes vezetőjévé választották, amely tisztséget a ciklus végéig viselt. 1998-ban indult az országgyűlési választáson, de mandátumot nem szerzett. A pártban 1999-től nem volt aktív, majd 2001-ben kilépett, azután a Fidesz rendezvényeinek vendége lett.

## Munkássága
Kutatási területe 1956 előtt a magyar gazdaság- és társadalomtörténet volt, ezt követően a magyar polgári átalakulás korszakában előtérbe került nemzeti és demokratikus törekvéseket helyezte vizsgálatai középpontjába.
Foglalkozott az önálló államiság történeti kérdéseivel, valamint a parlamentáris kormányzati rendszerre alapozandó jogállamiság és az abszolutista törekvések közötti konfliktusok. A jobbágyrendszer témakörén belül annak válságát és felszámolását vizsgálta az agrárstruktúra átalakulása tekintetében.[forrás?]

## Családja
Kétszer volt nős, második feleségétől egy lánygyermeke született.

## Díjai, elismerései
- Akadémiai Díj (1965, 1973)
- Az Európa Tanács Pro Merito díja (1991)
- A Magyar Köztársasági Érdemrend nagykeresztje (2000)
- Hagelmayer István-díj (2000)[2]
- Széchenyi-díj (2006)

## Főbb publikációi
- A tatai és gesztesi Esterházy-uradalom áttérése a robotrendszerről a tőkés gazdálkodásra (1957)
- Forradalom és kiegyezés válaszútján 1860–61 (1967)
- Kossuth on the Political System of the United States of America (1975)
- Deák Ferenc és a reformkori Széchenyi–Kossuth-vita (1976)
- Hungarian Political Trends between the Revolution and the Compromise 1849–1867 (1977)
- Kossuth politikai pályája. Ismert és ismeretlen megnyilatkozásai tükrében; Kossuth–Magyar Helikon, Bp., 1977
- Az önkényuralom kora 1849–1867 (1979, 1987)
- Batthyány és Magyarország alkotmányos önkormányzatának kérdése 1848 tavaszán (1982)
- Miért halt meg Teleki László? (1985)
- Magyarország önálló államiságának kérdése a polgári átalakulás korában (1986)
- A zsellérilletmény (1987)
- A polgárosodás útján. Tanulmányok Magyarország társadalmának átrétegződéséhez a polgári átalakulás korában; szerk. Szabad György; Tankönyvkiadó, Bp., 1990
- Kossuth Lajos üzenetei; összeáll. Szabad György, Kossuth Lajos portrérajz Rényi Katalin; Ikva, Bp., 1994
- Kossuth Lajos életének képei; tan. Szabad György, szerk., előszó, képanyag összeáll. E. Csorba Csilla, reprodukciók Bókay László; HG, Bp., 1994
- Wesselényi és Kölcsey (Debrecen, 1997)
- A kormány parlamenti felelősségének kérdése (1998)
- A magyar országgyűlés 1848/49-ben; szerk. Szabad György et al.; KIT Képzőművészeti, Bp., 1998
- Kísérletek a faúsztatás szabályozására (Kolozsvár, 1999)
- „Minden fizetés célja... a nemzet boldogsága legyen” (1999)
- The Conceptualization of a Danubian Federation (1999)
- A parlamentáris kormányzati rendszer megteremtése, védelmezése, és kockáztatása Magyarországon 1848–1867 (2000)
- Magyarország polgári átalakulása a reformkorban és 1848–49-ben (2001)
- Kossuth irányadása (2002)
- Kossuth Lajos, 1802–2002; bev. Szabad György, szerk., képvál. Cs. Lengyel Beatrix, angolra ford. Johnson Andrea; Válasz, Bp., 2002 (angol-magyar nyelvű kiadvány)
- Egy történész „aforizmáiból” (Kolozsvár, 2004)
- Antall József újraolvasott kormányprogramja (2006)
- In memoriam I. Tóth Zoltán (2007)
- Varga János (1927–2008) (2008)
- Aradtól az Országgyűlésig. Pavlovits Miklós interjúja Szabad Györggyel; Magvető, Bp., 2017, (Tények és tanúk 128.), ISBN 9789631435108
- A politikán innen és túl. Szabad György és Suhai Pál levelezése, 2003–2008; Cédrus Művészeti Alapítvány, Bp., 2018 (Káva téka)
- Katedrától a pulpitusig. Válogatás Szabad György politikatörténeti munkáiból; vál., sajtó alá rend., tan., névmutató Melkovics Tamás; Országház, Bp., 2019 (Nemzet főtere könyvek)

## További irodalom
- Dénes–Gergely–Pajkossy: A magyar polgári átalakulás kérdései Tanulmányok Sz. Gy. 60. születésnapjára (1984)
- Orosz István–Pölöskei Ferenc: Nemzeti és társadalmi átalakulás a XIX. században Magyarországon Tanulmányok Sz. Gy. 70. születésnapjára (1994)
- A polgári átalakulásért. Emlékkötet Szabad György tiszteletére; szerk. Gerő András; Közép- és Kelet-európai Történelem és Társadalom Kutatásáért Közalapítvány, Bp., 2016
- Aradtól az Országgyűlésig. Pavlovits Miklós interjúja Szabad Györggyel (Magvető, 2017)
- Kitörés a kánonból. Szabad György történetírói munkássága. szerk. Dénes Iván Zoltán (Ráció, 2018)
- Katedrától a pulpitusig – Válogatás Szabad György politikatörténeti munkáiból. Budapest (Országház Könyvkiadó, 2020)

| Elődje: Fodor István Göncz Árpád | A magyar Országgyűlés elnöke 1990–1994 | Utódja: Gál Zoltán |